# غراهام كلارك (عازف جاز)
غراهام كلارك (بالإنجليزية: Graham Clark) هو عازف جاز وعازف كمان بريطاني، ولد في 16 ديسمبر 1959.

## وصلات خارجية
- غراهام كلارك على موقع ميوزك برينز (الإنجليزية)
- غراهام كلارك على موقع ميوزك برينز (الإنجليزية)
- غراهام كلارك على موقع ديسكوغز (الإنجليزية)